# 原乡县
原乡县，古县名。东汉中平二年（185年）析故鄣县置，治所在今浙江省安吉县西，确址不详。隋朝开皇九年（589年）废入绥安县（今安徽省广德县）。唐朝武德四年（621年）复置。七年（624年），废入长城县。